# Claudine Picardet
Claudine Picardet, de soltera Poullet, y posteriormente Guyton de Morveau, (Dijon, 7 de agosto de 1735-París, 4 de octubre de 1820) fue una química, mineróloga, meteoróloga y traductora científica francesa. Destacó entre los químicos franceses de finales del siglo xviii por sus abundantes traducciones de literatura científica del sueco, inglés, alemán e italiano al francés. Tradujo tres libros y miles de páginas de publicaciones científicas, publicadas y difundidas en forma de manuscrito. Creó renombradas reuniones científicas y literarias en Dijon y París, y fue participante activa en la toma de datos meteorológicos. Ayudó a establecer a Dijon y París como centros científicos, contribuyendo sustancialmente a la difusión del conocimiento científico durante un periodo crítico en la revolución química.

## Biografía
Claudine Poullet nació en Dijon. Fue la hija mayor de un notario real, François Poulet de Champlevey. En 1755, se casó con el abogado Claude Picardet. Claude Picardet concejal de la Table de marbre, y más tarde miembro de la Académie royale des sciences, arts, et belles-lettres de Dijon y director del jardín botánico. Esto le facilitó la entrada a los círculos científicos, burgueses y de la alta sociedad. Asistía a conferencias y otras manifestaciones y participaba como científica, tertuliana y traductora. 
Publicó inicialmente como "Mme P*** de Dijon". La pareja tuvo un hijo, que murió en 1776, a la edad de diecinueve años.
Cuando se quedó viuda en 1796, se trasladó a París. En 1798 se casó con Louis-Bernard Guyton de Morveau, un amigo cercano y colega científico por muchos años. Guyton de Morveau fue diputado en el Consejo de los Quinientos y director y profesor de química de la École polytechnique de París. Ella continuó con sus traducciones y trabajo científico y organizó reuniones científicas de élite. Durante el reinado de Napoleón, fue nombrada baronesa Guyton-Morveau.

“Madame Picardet es tan agradable como cultivada en las distancias cortas; una mujer carente de afectación y amable; ha traducido Scheele del alemán y una parte de Mr. Kirwan del inglés; un tesoro para M. de Morveau, ya que puede conversar con él sobre temas químicos y cualquier otro, tanto con fines instructivos como placenteros.”

Poco se sabe de ella entre la muerte de su segundo marido en 1816 y la suya en París en 1820.

## Traducción
Picardet tradujo miles de páginas de trabajos científicos, muchos de ellos escritos por los científicos principales de la época, en varias lenguas, para su publicación en francés. Su trabajo puede ser visto en el contexto de un cambio en la naturaleza de la traducción científica, diferenciada del trabajo de "traductores solitarios".
Guyton de Morveau encabezó un grupo de traductores en la Academia de Dijon, la Agencia de traducción de Dijon, en respuesta a una demanda de traducciones adecuadas de textos científicos extranjeros, particularmente en los campos de la química y la mineralogía. Los comprometidos en esta "empresa colectiva" necesitaban conexiones locales e internacionales para adquirir las obras originales impresas, y pericia lingüística y científica para desarrollar y validar la exactitud de sus traducciones. Además del trabajo lingüístico de traducción, llevaban a cabo experimentos de laboratorio para replicar instrucciones experimentales y confirmar los resultados observados. Utilizaban observaciones mineralógicas sobre materiales, como el color, olor y forma de cristales, para confirmar la veracidad de la información del texto original.
El grupo de la academia de Dijon fue pionero permitiendo que el trabajo de los científicos extranjeros estuviera disponible en Francia. Algunas traducciones se publicaron en libros y revistas. Otras fueron difundidas como copias manuscritas en círculos científicos y sociales. Además, los experimentos se presentaron en eventos conferencias públicas. Claudine Picardet fue la única no académica del grupo, la única mujer, y más prolífica que cualquiera de la docena de hombres medios implicados. Fue la única traductora del grupo que trabajaba en cinco lenguas, y la única que publicaba en revistas que no fueran los Annales de chimie. Los Annales de chimie fueron creados por Guyton de Morveau, Antoine Lavoisier, Claude Louis Berthollet y otros en 1789. Las reglas del consejo editorial declaraban en enero de 1789 que los traductores debían ser pagados comparablemente a los autores.
Algunos escritores posteriores, empezando con una "necrológica extraña" por Claude-Nicolas Amanton, han asignado el mérito a Guyton de Morveau y otros del grupo por el trabajo de Picardet. El estudioso Patrice Bret describe esto como una historia misógina y "metafórica", contradicha por atribuciones en los trabajos publicados y otra evidencia.

### Obras traducidas
En 1774, a instancias de Guyton de Morveau, Picardet traducía Spatogenesia: the Origin and Nature of Spar; Its Qualities and Uses (inglés, 1772), (Espatogenesia: origen y naturaleza de los espatos; cualidades y usos) de John Cerro para su publicación en el Journal de physique de Jean-André Mongez. Se convirtió en una colaboradora prominente en la revista de Mongez, a pesar de que sus publicaciones iniciales la identifican solo como Mme. P o "Mme. P*** de Dijon". En 1782, las cartas de Guyton de Morveau indican que Claudine Picardet había traducido obras del inglés, sueco, alemán e italiano al francés.

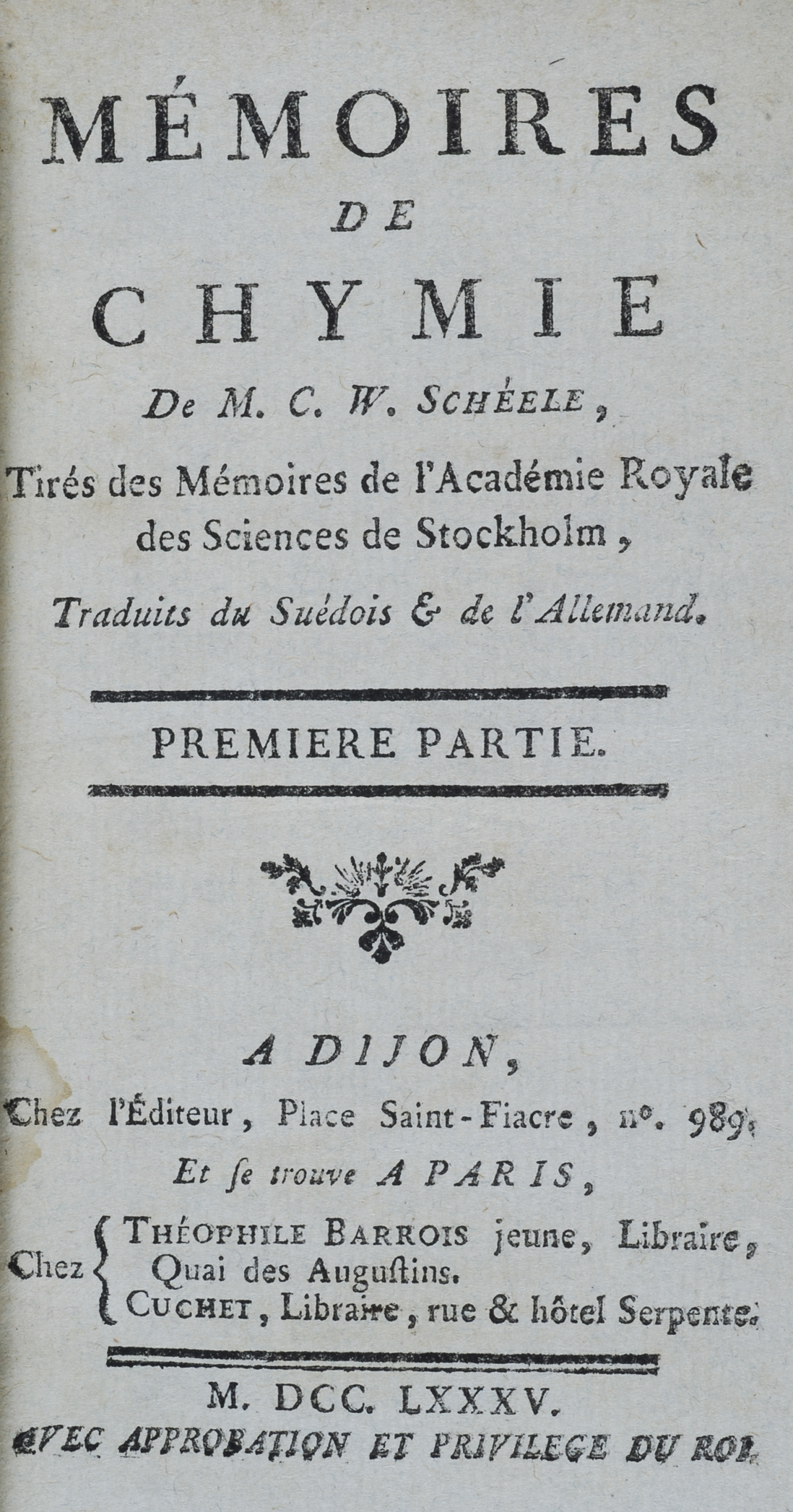
Traducción de Picardet de Mémoires de chymie de M. C. W. Scheele

Picardet creó la primera colección publicada de ensayos químicos de Carl Wilhelm Scheele, traducido de publicaciones en sueco y alemán, como Mémoires de chymie de M. C. W. Scheele, en dos volúmenes (francés, 1785). Claudine Picardet aparece citada como responsable de poner la obra de Scheele sobre el oxígeno a disposición de los científicos de Francia. Picardet quedó públicamente identificada como traductora, por primera vez, en una revisión del libro de Jérôme Lalande que apareció en la Journal des savants en julio de 1786. A partir de allí comenzará a firmar con su nombre.
Picardet escribió la primera traducción de la obra de Abraham Gottlob Werner de 1774, Von den äusserlichen Kennzeichen der Fossilien (Sobre los caracteres externos de fósiles o minerales; Alemania, 1774), el trabajo más importante de Werner y el primer libro de texto moderno sobre mineralogía descriptiva, desarrollando un esquema de color completo para la descripción y clasificación de minerales. La traducción de Picardet del Traité des caractères extérieurs des fossiles, traduit de l'allemand de M. A. G. Werner (tratado sobre las características externas de los fósiles) fue finalmente publicada en Dijon en 1790, 'por el traductor de las "Memorias de química" de Scheele.' Dado que el texto original fue sustancialmente expandido y anotado, a menudo se considera que la traducción de Picardet constituye una edición nueva de la obra.
En ambas traducciones, las contribuciones de otros autores (como anotaciones) están claramente identificadas.
El químico e historiador de la ciencia James R. Partington atribuye a Picardet la mayor parte de una traducción francesa de los primeros dos volúmenes de los seis de Torbern Olof Bergman, Opuscula physica et chemica (latín, 1779–1790). Publicado bajo el título Opuscules chymiques et physiques de M.T. Bergman (Dijon, 1780–1785), ha sido generalmente atribuido a Guyton de Morveau. Partiendo de las cartas entre Guyton de Morveau y Bergman, Partington sugiere que Picardet y otros ayudaron a traducir las obras de Bergman sin figurar como tales.
A Claudine Picardet se le atribuye de varios modos la inspiración y posiblemente la colaboración para escribir la traducción y crítica de Madame Lavoisier del ensayo de Richard Kirwan de 1787 Essay on Phlogiston. Tradujo algunos artículos de Kirwan.
Claudine Picardet tradujo artículos científicos del sueco (Scheele, Bergman), alemán (Johann Christian Wiegleb, Johann Friedrich Westrumb, Johann Carl Friedrich Meyer, Martin Heinrich Klaproth), inglés (Richard Kirwan, William Fordyce), italiano (Marsilio Landriani) y posiblemente del latín (Bergman). A pesar de que principalmente tradujo trabajos sobre química y mineralogía, tradujo también algunas obras sobre meteorología. Estas incluían "Observationes astron. annis 1781, 82, 83 institutæ in observatorio regio Havniensi" (1784), que informaba sobre las observaciones astronómicas de la longitud del nudo de Marte hechas en diciembre de 1783 por Thomas Bugge. La traducción de Picardet se publicó como Observations de la longitude du nœud de Mars faite en Décembre 1873, par M. Bugge en el Journal des sçavants (1787).

## Obra científica
Picardet había asistido a las clases de química de Morveau y había estudiado los minerales en la colección de la Academia de Dijon. Con Guyton de Morveau y otros miembros de la Agencia de traducción de Dijon llevó a cabo experimentos químicos y observaciones mineralógicas para confirmar el contenido de los trabajos que traducía. Las notas de traductor del tratado de Werner sobre los minerales claramente muestra su especialización en observaciones de laboratorio. Incluso desarrolló sus propios términos en francés, basados en sus observaciones directas de minerales, para adaptar los neologismos de Werner.
Picardet fue también activa en la red de Antoine Lavoisier para la toma de datos meteorológicos. Ya en 1785, tomaba diariamente observaciones barométricas con un instrumento de la Academia de Dijon. Claudine Picardet envió sus resultados a Lavoisier y fueron presentados a la Real Academia de Ciencias en París.

## Retrato

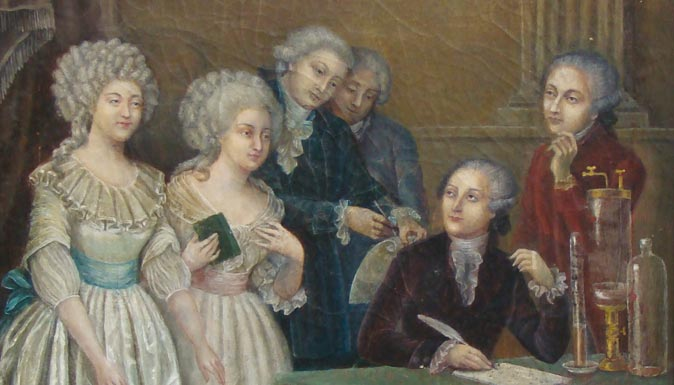
Madame Lavoisier (izquierda), Claudine Picardet (con libro), Berthollet, Fourcroy, Lavoisier (sentado) y Guyton de Morveau (derecha)

En 1782, Guyton de Morveau había propuesto una aproximación sistemática a la nomenclatura química en la que las sustancias simples recibían nombres simples indicativos de su estructura química, como hidrógeno y oxígeno. Los compuestos recibían nombres que indicaban sus componentes, como cloruro de sodio y sulfato férrico. De 1786 a 1787, Guyton de Morveau, Antoine Lavoisier, Claude-Louis Berthollet, y Antoine-François Fourcroy se encontraban casi diariamente, trabajando intensamente para escribir el Méthode de nomenclature chimique (“Método de Nomenclatura Química”), el cual pretendieron que fuera "una reforma completa y definitiva de los nombres en química inorgánica". Se cree que un cuadro de Lavoisier con los coautores de Méthode de nomenclatura chimique incluye tanto a Madame Lavoisier como a Claudine Picardet. Madame. Lavoisier aparece a la izquierda del grupo. La mujer que está a su lado se cree que es Claudine Picardet, portando un libro emblemático de su trabajo como traductora.

## Impacto
Dijon fue reconocida internacionalmente como centro científico debido al trabajo de Claudine Picardet y su segundo marido, Louis-Bernard Guyton de Morveau. Como uno de los dos traductores más prolíficos sobre química durante la década de 1780, Claudine Picardet aumentó la disponibilidad de conocimiento químico en una época crucial de la revolución química, particularmente el conocimiento sobre sales y minerales. Sus actividades apoyaban la publicación de revistas científicas especializadas y ayudaban a establecer el uso de características editoriales, como la fecha de primera publicación. El valor de su trabajo como traductora fue reconocido por expertos de su tiempo tanto nacionalmente como internacionalmente.